# Copa Asobal 2019
La XXX edición de la Copa Asobal se celebró entre el 14 y el 15 de diciembre de 2019, en el Polideportivo Huerta del Rey de Valladolid.
En ella participaron los tres primeros equipos de la Liga ASOBAL 2019-20 al término de la primera vuelta de la competición, que fueron el FC Barcelona, el Ademar de León y el Bidasoa Irún, y el equipo organizador de la competición, el Atlético Valladolid.
Este campeonato se jugó con la fórmula de eliminación directa (a partido único en semifinales y final), y el emparejamiento de las semifinales se estableció por sorteo dirigido el 11 de diciembre de 2019 tras la disputa del encuentro liguero entre el Atlético Valladolid y el BM Cangas, de tal forma que el FC Barcelona como campeón de la primera vuelta de Liga ASOBAL 2019-20 y el Atlético Valladolid como equipo anfitrión fueron designados cabezas de serie.

## Eliminatorias
|  | Semifinales                   | Semifinales                   | Semifinales  |              |              | Final        | Final | Final |  |
|  |                               |                               |              |              |              |              |       |       |  |
|  |                               |                               |              |              |              |              |       |       |  |
|  | FC Barcelona                  | FC Barcelona                  | 39           |              |              |              |       |       |  |
|  | FC Barcelona                  | FC Barcelona                  | 39           |              |              |              |       |       |  |
|  | Abanca Ademar León            | Abanca Ademar León            | 30           |              |              |              |       |       |  |
|  | Abanca Ademar León            | Abanca Ademar León            | 30           |              | FC Barcelona | FC Barcelona | 30    |       |  |
|  |                               |                               |              |              | FC Barcelona | FC Barcelona | 30    |       |  |
|  |                               |                               | Bidasoa Irún | Bidasoa Irún | 22           |              |       |       |  |
|  | Recoletas Atlético Valladolid | Recoletas Atlético Valladolid | Bidasoa Irún | Bidasoa Irún | 22           | 30           |       |       |  |
|  | Recoletas Atlético Valladolid | Recoletas Atlético Valladolid |              |              |              | 30           |       |       |  |
|  | Bidasoa Irún                  | Bidasoa Irún                  | 33           |              |              |              |       |       |  |
|  | Bidasoa Irún                  | Bidasoa Irún                  | 33           |              |              |              |       |       |  |
|  |                               |                               |              |              |              |              |       |       |  |

| Campeón                  |
| FC Barcelona 15.° título |